# Центр військово-музичного мистецтва військово-морських сил (Україна)
Центр військово-музичного мистецтва ВМС ЗСУ — військово-музичний колектив ВМС, призначений сприяти патріотичному, культурному та естетичному вихованню особового складу ЗСУ, пропагувати українське мистецтво та культуру в Україні та за її межами.
Центр військово-музичного мистецтва Військово-Морських Сил Збройних Сил України є «візитною карткою» Військово-Морських Сил, він учасник музичного забезпечення всіх заходів флоту, а саме візитів офіційних урядових та військових делегацій, різноманітних урочистостей, ритуалів.
Розташування: м. Одеса, проспект Гагаріна, 19. 65063

## Історія
Військовий оркестр штабу ВМС заснований 17 лютого 1993 року в місті Севастополі. Колектив виконує музичні твори різного жанру: від класики до джазу, від старовинної до сучасної музики, але основа репертуару — пісні та марші, через які передається подих Чорного моря та степів, стройова виправка моряків. Концертні виступи оркестру прикрашають солісти-вокалісти, танцювальні групи.
16 березня 1997 року створено ансамбль пісні і танцю Військово-Морських Сил Збройних Сил України, з 01.07.2008 р. переформовано у центр військово-музичного мистецтва Військово-Морських Сил Збройних Сил України з включенням до його складу військового оркестру штабу ВМС, який функціонував з 17.02.1993 р.
З 90-х років XX століття військові творчі колективи Військово-Морських Сил Збройних Сил України забезпечували військові ритуали, пропагували українську культуру в Севастополі та АР Крим, були одними з небагатьох україномовних мистецьких установ, які протистояли російській культурологічній експансії, яка здійснювалась переважаючими за чисельністю і забезпеченням силами ЧФ (Будинки офіцерів, Базовий матроський клуб, театр ім. Лавреньова, оркестри штабу ЧФ і військових частин, дислокованих на території України).
За часи свого існування оркестр Військово-Морських Сил України став лауреатом військового фестивалю «Червона калина» в місті Києві, Міжнародного фестивалю духової музики «Золотий грифон» в місті Сімферополі. Успішно пройшли концертні виступи у містах Тулон, Руан, Гавр (Франція) у 1994 році та під час дружнього візиту наших кораблів до портів Європи та США — Гібралтара, Стамбула, Варни, Норфолка, Понто-Делгадою. Шоу програму та плац-концерти оркестр демонстрував на міжнародних фестивалях військових оркестрів у містах Берліні, Ноймюнстері, Гамбурзі 1999 р., Ізерлоні 2000 р. (ФРН). Оркестр представив весь спектр свого репертуару: марші, фольклорні обробки, сучасну естрадну музику, вальси, романси. Вибаглива до музики публіка вдячно аплодувала представникам України за високопрофесійне виконання улюблених мелодій та українського фольклору.
У 2008 році при реформуванні Збройних Сил України був створений Центр Військово-музичного мистецтва Військово-Морських сил Збройних Сил України.
У 2014 році центр військово-музичного мистецтва ВМС перебазований до Одеси, де відновив спроможності і з квітня 2014 року проводить забезпечення військових ритуалів, здійснює концертну діяльність у південних регіонах України, госпіталях та районах проведення Антитерористичної операції на території Донецької і Луганської областей, об'єднуючі патріотів у справі захисту рідної землі.
Щороку проводить більше 200 концертних виступів, з них близько 100 — у військових частинах та підрозділах, які виконують бойові завдання. Став лауреатом національних і міжнародних фестивалів.
За підсумками 2017 року нагороджений перехідним вимпелом Одеської міської ради як кращий військовий підрозділ Одеського гарнізону.

## Керівництво
Начальник та художній керівник центру Військово-Морських Сил України
- капітан 2 рангу Сукенник Любомир Ігорович.

Адміністратор Центру
- капітан-лейтенант Цицкун Людмила Вікторівна

Військовий диригент військового оркестру
- старший лейтенант Калішук Максим Юрійович